# Courcelles-sous-Moyencourt
Courcelles-sous-Moyencourt is een gemeente in het Franse departement Somme (regio Hauts-de-France) en telt 141 inwoners (1999). De plaats maakt deel uit van het arrondissement Amiens.

## Geografie
De oppervlakte van Courcelles-sous-Moyencourt bedraagt 6,7 km², de bevolkingsdichtheid is 21,0 inwoners per km².
De onderstaande kaart toont de ligging van Courcelles-sous-Moyencourt met de belangrijkste infrastructuur en aangrenzende gemeenten.

## Demografie
Onderstaande figuur toont het verloop van het inwonertal (bron: INSEE-tellingen).

1. ↑  Populations de référence 2022.